# Molnár Zsófi
Molnár Zsófi (Arad, 1967. augusztus 1. –) magyar meseíró, ifjúsági elbeszélő, műfordító. Molnár Szabolcs és Molnár Erzsébet leánya.

## Élete
A bukaresti egyetemen szerzett német-angol szakos tanári oklevelet (1989), utána a németországi Hanauba költözött (1990).
Német versekkel indult (1983), magyar elbeszéléseit, meséit a Napsugár melléklete s a Nagyapó mesefája sorozat 15. kötete juttatta el az olvasókhoz (1986). Az Igaz Szóban és az Utunkban holland és német költőket tolmácsolt. Önálló kötete: Bukdács, Bukfenc és a többiek (1988).
Írói neve német közleményeiben Nora Molnár, ill. Nora Schullerus.